# Françoys Bernier
Françoys Joseph Arthur Maurice Bernier (* 12. Juli 1927 in Québec/Provinz Québec; † 3. Februar 1993 ebenda) war ein kanadischer Dirigent, Pianist und Musikpädagoge.

## Leben
Bernier entstammte einer Musikerfamilie. Seine Tante Gabrielle Bernier, sein Onkel Conrad Bernier und seine Schwester Madeleine Bernier waren Pianisten, sein Vater Maurice Bernier und sein Bruder Pierre Bernier Cellisten. Seinen ersten Musikunterricht hatte er bei seinem Großvater, dem Organisten und Komponisten Joseph-Arthur Bernier. Von 1945 bis 1950 studierte er am Konservatorium von Québec bei Hélène Landry, Françoise Aubut, Ria Lenssens, Henri Gagnon und Alphonse Tardif, außerdem 1949–50 an der Universität Laval bei Marius Cayouette und Lucien Brochu. 1962–63 vervollkommnete er seine Ausbildung in Europa bei Sergiu Celibidache in Siena und Hermann Scherchen in Salzburg.
Von 1950 bis 1952 wirkte er in Gravelbourg als Musiklehrer und Programmdirektor des lokalen Radiosenders. 1953 produzierte er im Radioprogramm der CBC u. a. die Sendung Premières, ab 1954 im Fernsehprogramm die Shows Concerts pour la jeunesse und L’Heure du concert. Zwischen 1956 und 1960 war er außerdem musikalischer Direktor der Montreal Festivals und von 1959 bis 1964 leitete er den Chor der Universität Laval. Mit Gilles Potvin präsentierte er von 1961 bis 1964 Wilhelm Kempff bei Konzerten in Kanada.
Ab 1960 war Bernier Generaldirektor, von 1966 bis 1968 künstlerischer Leiter des Orchestre Symphonique de Québec, mit dem er insbesondere Werke zeitgenössischer kanadischer und französischer Komponisten spielte, darunter die Uraufführung von Roger Mattons Mouvement symphonique no. 1 (1960) und Te Deum (1967) und von Serge Garants Ouranos (1963). In Frankreich leitete er als Gastdirigent u. a. das Orchestre Colonne, das Sinfonieorchester von Bordeaux und das Sinfonieorchester des ORTF.
Nachdem er von 1960 bis 1968 stellvertretender Direktor das Konservatoriums von Québec gewesen war, wurde Bernier 1969 der erste Direktor des Musikdepartments der Universität Ottawa. Diese Position hatte er bis 1976 inne, und er unterrichtete danach bis 1992 an der Universität. Von 1970 bis 1976 war er im Vorstand, 1973–75 Präsident des Canadian Music Council. 1977 gründete er die Domaine Forget de Charlevoix Inc., ein soziokulturelles Zentrum, das sich besonders der Musik und dem Tanz widmete, und das er als Generaldirektor und künstlerischer Direktor leitete. 1993 wurde Bernier als Chevalier des Ordre National du Québec ausgezeichnet. Die Domaine Forget eröffnete 1996 eine Konzerthalle, die nach ihm benannt wurde. Die Universität Ottawa vergibt ein ebenfalls nach ihm benanntes Stipendium.